# ایستگاه متروی رودینگ ولی
ایستگاه رودینگ والی
یک ایستگاه از خط مرکزی و از خطوط متروی لندن است؛ که در منطقه بوکهرست هیل قرار دارد و در ۱ مه ۱۹۰۳ افتتاح شده است..

## نگارخانه

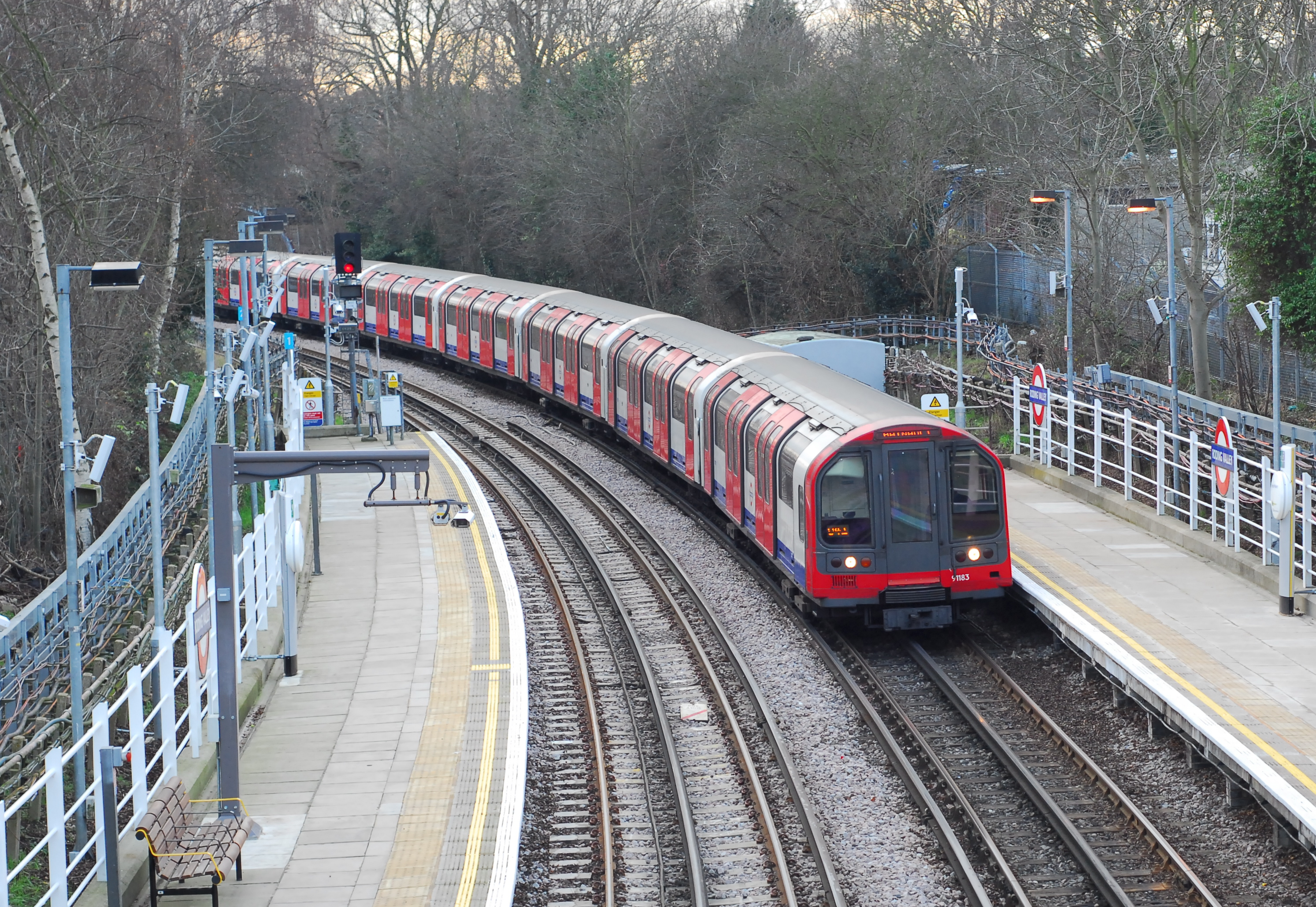
Train arrives on a Hainault-bound service
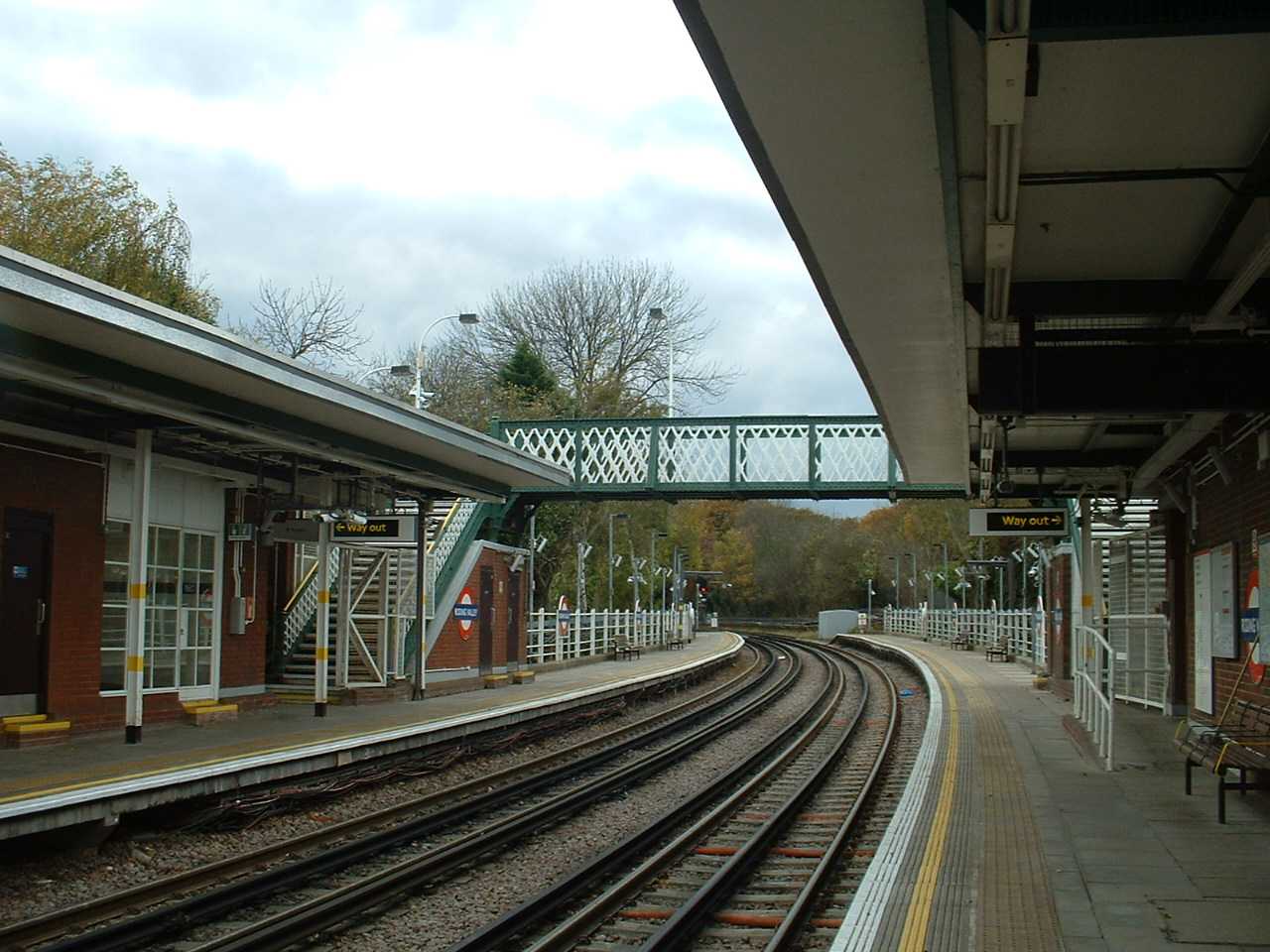
Looking west towards Woodford
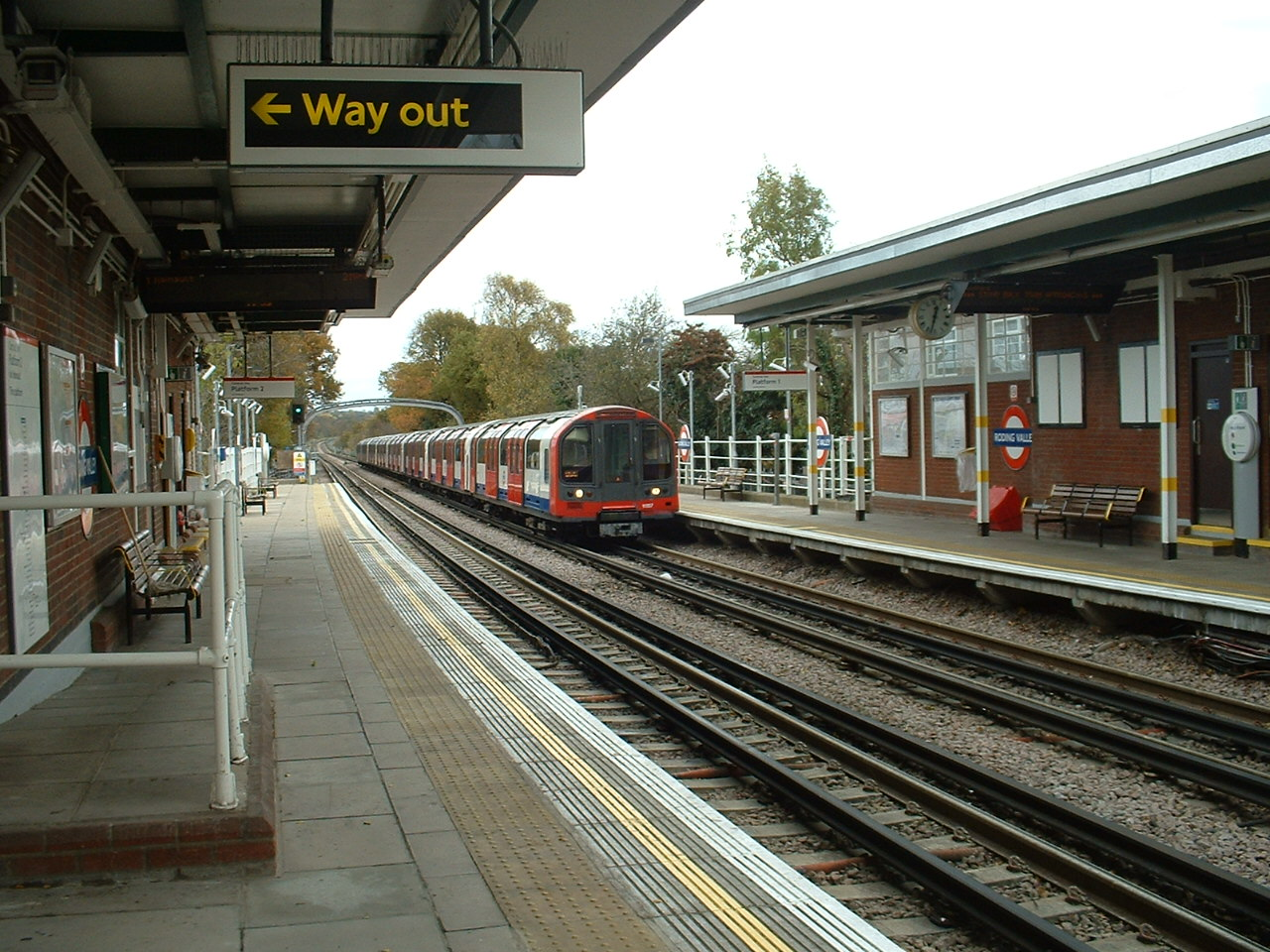
Looking east towards Chigwell and Hainault. Train arrives on a Woodford-bound service
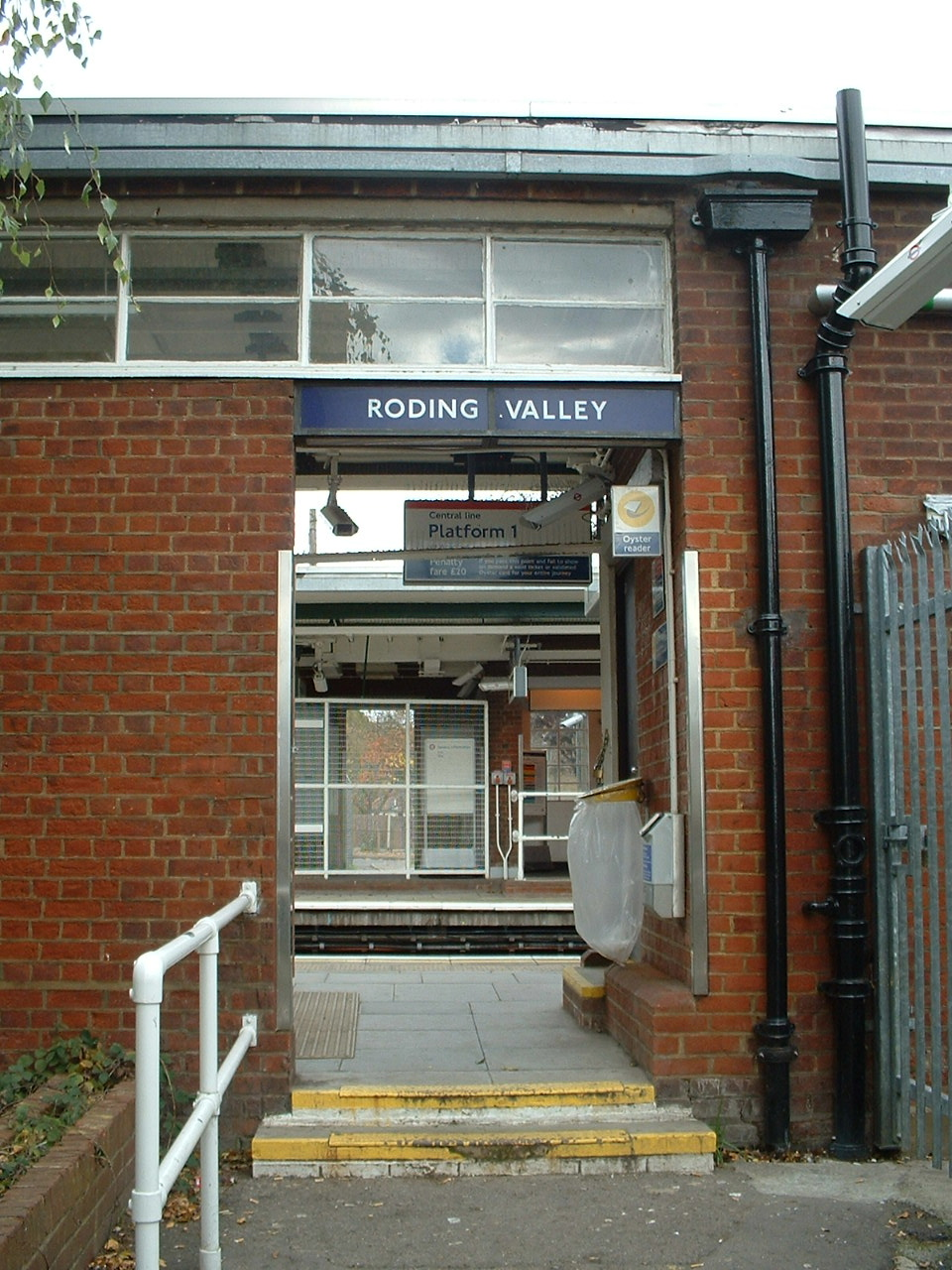
Southern entrance on Station Approach
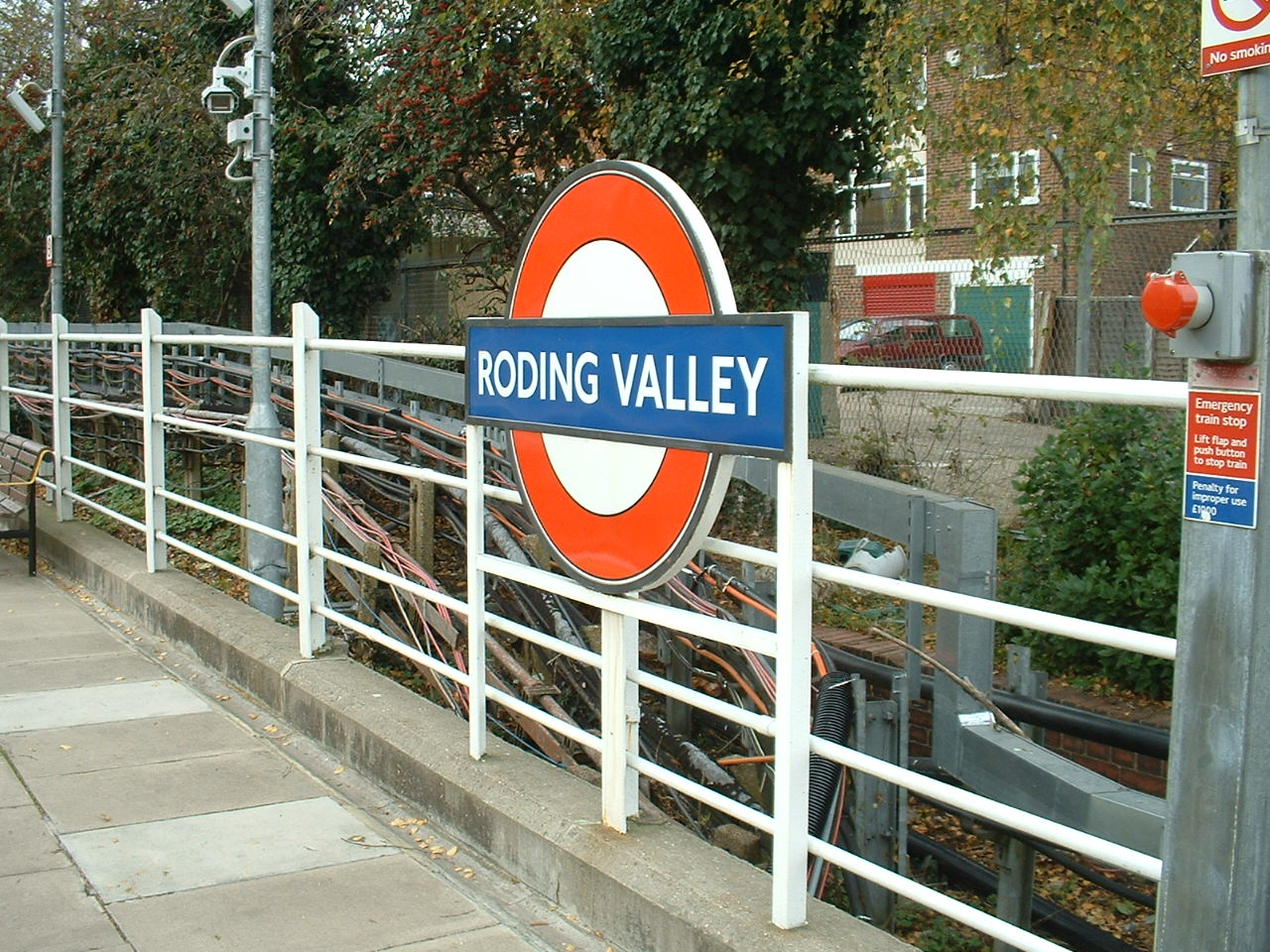
Roundel on Hainault-bound platform

| ایستگاه قبلی                                         |  | متروی لندن          |  | ایستگاه بعدی       |
| ---------------------------------------------------- |  | ------------------- |  | ------------------ |
| Chigwellبه سمت هینوت، ایلینگ برادوی، یا رویسلیپ غربی |  | خط مرکزی متروی لندن |  | وودفوردایستگاه آخر |

1. 1 2 3 4  "Multi-year station entry-and-exit figures" (XLS). London Underground station passenger usage data. Transport for London. June 2015. Retrieved 20 June 2015.